# Vietnam Television
Vietnam Television, nota anche con l'acronimo VTV (vietnamita: Đài Truyền hình Việt Nam), è l'ente televisivo pubblico del Vietnam. Trasmette dalla capitale Hanoi in vietnamita, in khmer e in lingue locali minoritarie.

## Storia
Il primo canale televisivo fu fondato nel 1966 grazie al supporto tecnico statunitense con il nome di 
"Télé-Viêt Nam" o "Télé-Saïgon" o "TV 9" dal numero di frequenza (Đài số 9).
Era gestito dall'Ufficio vietnamita della televisione (vietnamita: Nha Vô tuyến Truyền hình Việt Nam), sotto la tutela del Ministero della propaganda.
Trasmetteva essenzialmente informazione e serviva come tribuna al governo di Nguyễn Văn Thiệu.
Il 30 aprile 1975, al momento della caduta di Saigon, passò nelle mani del Governo Rivoluzionario Provvisorio del Vietnam del Sud e ribattezzata "Télé-Saïgon Libération" (vietnamita: Đài Truyền hình Sài Gòn Giải phóng) e successivamente "Hô Chi Minh-Ville Télé". Un altro canale televisivo, interamente in inglese e destinato alle forze armate statunitensi, Armed Forces Vietnam Network, iniziò a trasmettere alla fine degli anni sessanta, in piena guerra del Vietnam.
La Repubblica democratica del Vietnam (Vietnam del Nord), invece, lanciò il suo canale televisivo, VTV, il 7 settembre 1970 a Hanoi grazie all'assistenza tecnica e alla formazione del personale da parte di Cuba.
Inizialmente era un dipartimento di Voice of Vietnam.
Durante la guerra trasmetteva a intermittenza da una regione montagnosa.
Nel 1975 il Vietnam si riunificò e un anno dopo le stazioni relè statunitensi nel sud divennero parte della rete nazionale e le trasmissioni di Télé-Viêt Nam (VTV) furono estese all'intero Paese.
La televisione a colori iniziò le sperimentazioni nel 1977 adottando lo standard francese SÉCAM, che divennero regolari nel 1978 e furono implementate come potenza nel 1986. 
Il nome attuale di "Vietnam Television" fu adottato ufficialmente il 30 aprile 1987.
Nel 1990 fu lanciato il secondo canale, VTV 2, e fu effettuato il passaggio allo standard PAL; VTV 3, invece, debuttò il 31 marzo 1996 e nel 1998 iniziò a trasmettere anche via satellite.
Nel 2003 tutti i canali di VTV furono resi disponibili in tutto il Vietnam, oltre che su digitale terrestre, anche sulla piattaforma satellitare K+ e su quella via cavo VTV Cab, accompagnati da un pacchetto di 15 canali a pagamento.
Il 1º gennaio 2016 le reti locali VTV Huế, VTV Đà Nẵng e VTV Phú Yên cessarono le trasmissioni venendo sostituiti da VTV 8, un canale per le regioni Centrale e degli Altopiani. Le vecchie VTV 9 (regioni di Ho Chi Minh City e del Sudest) e VTV Cần Thơ 1 (Cần Thơ City e provincia di Hậu Giang) furono fuse a formare la nuova VTV 9 per il sudest e il sudovest insieme, mentre VTV Cần Thơ 2 fu ribattezzata VTV 5 Tây Nam Bộ, canale bilingue in lingua khmer e in lingua vietnamita e versione regionale di VTV 5; il 17 ottobre seguente fu lanciata VTV 5 Tây Nguyên, canale per le minoranze etniche nella regione degli Altopiani Centrali, altra versione regionale di VTV 5.
Dal 10 maggio 2020 entrò in vigore ufficialmente il decreto 34/2020/ND-CP, in base al quale VTV unificò e ristrutturò le unità di editing, produzione e trasmissione. L'8 settembre seguente fu promulgato il decreto 60/2022/ND-CP sull'organizzazione, i compiti e le facoltà di Vietnam Television, in base al quale il Dipartimento per la Gioventù non avrebbe fatto più parte del sistema dei dipartimenti di Vietnam Television a partire dal 1º ottobre, oltre a venire cambiato nome a molti dipartimenti. Inoltre, la filiale della regione Meridionale fu divisa in filiale di Ho Chi Minh City e filiale della regione di Sudovest. Il 10 ottobre, dopo 15 anni di attività,  VTV 6 cessò le trasmissioni, venendo sostituita 3 giorni dopo da VTV Cần Thơ, il canale nazionale della regione di Sudovest.
Il 1º novembre 2022 VTV passò tutti i canali alle trasmissioni esclusivamente in HD.

## Servizi
VTV gestisce i seguenti canali:

### Televisione
| Nome             | Sede  | Тipo | Lancio                                                          | Lingua                                                                          |
| ---------------- | ----- | --- | --------------------------------------------------------------- | ------------------------------------------------------------------------------- |
| VTV 1            | Hanoi | notizie e attualità, eventi importanti in diretta, sedute del Parlamento, concerti sinfonici, balletti, teatro tradizionale, programmi culturali delle minoranze etniche e film | 7 settembre 1970                                                | vietnamita                                                                      |
| VTV 2            | Hanoi | scienza e programmi didattici, serie televisive cinesi, thailandesi e sudcoreane                                                                                                | 1º gennaio 1990                                                 | vietnamita                                                                      |
| VTV 3            | Hanoi | intrattenimento | 31 marzo 1996                                                   | vietnamita                                                                      |
| VTV 4            | Hanoi | internazionale (selezione dei programmi delle altre reti) | 1998                                                            | vietnamita                                                                      |
| VTV 5            | Hanoi | lingue locali minoritarie | 10 febbraio 2002                                                | vietnamita                                                                      |
| VTV 5 Tây Nam Bộ | Hanoi | versione regionale di VTV 5 | 1º gennaio 2016                                                 | vietnamita, khmer                                                               |
| VTV 5 Tây Nguyên | Hanoi | versione regionale di VTV 5 | 17 ottobre 2016                                                 | vietnamita, lingue locali della regione degli Altopiani Centrali e del Sudovest |
| VTV 6            | Hanoi | sport e programmi per giovani tra i 18 e i 34 anni | 29 aprile 2007; il 10 ottobre 2022 fu sostituita da VTV Cần Thơ | vietnamita                                                                      |
| VTV Can Tho      | Hanoi | regione del Sudovest | 13 ottobre 2022                                                 | vietnamita                                                                      |
| VTV 7            | Hanoi | programmi didattici e per bambini | 1º gennaio 2016                                                 | vietnamita                                                                      |
| VTV 8            | Hanoi | regioni Centrale e degli Altopiani Centrali | 1º gennaio 2016                                                 | vietnamita                                                                      |
| VTV 9            | Hanoi | regione del Sudest | 8 ottobre 2007                                                  | vietnamita                                                                      |

## Ricezione

### Terrestre
VTV trasmette in standard DVB-T HD.

### Satellite[13]
| Satellite          | Apstar 6C                                                           | Vinasat 1                                                           | Vinasat 1                                                           | Vinasat 2                                                           | LaoSat 1            |
| Posizione orbitale | 134.0° E                                                            | 132.0° E                                                            | 132.0° E                                                            | 131.8° E                                                            | 128.5° E            |
| Canali             | VTV 1, VTV 2, VTV 3, VTV 4, VTV 5, VTV 7, VTV 8, VTV 9, VTV Can Tho | VTV 1, VTV 2, VTV 3, VTV 4, VTV 5, VTV 7, VTV 8, VTV 9, VTV Can Tho | VTV 1, VTV 2, VTV 3, VTV 4, VTV 5, VTV 7, VTV 8, VTV 9, VTV Can Tho | VTV 1, VTV 2, VTV 3, VTV 4, VTV 5, VTV 7, VTV 8, VTV 9, VTV Can Tho | VTV 1, VTV 2, VTV 3 |
| Frequenza          | 3418 H                                                              | 10968 H                                                             | 11549 H                                                             | 11262 V                                                             | 10790 V             |
| SR                 | 19200                                                               | 28800                                                               | 30000                                                               | 30000                                                               | 40000               |
| FEC                | 2/3                                                                 | 3/4                                                                 | 3/4                                                                 | 3/4                                                                 | 3/4                 |
| Modulazione        | 8PSK                                                                | 8PSK                                                                | 8PSK                                                                | 8PSK                                                                | 8PSK                |

### Streaming
- VTV in streaming
- Canali di VTV in diretta su app VTV Go per smart TV e smartphone.

## Organizzazione

### Società sussidiarie
VTV ha una propria casa di produzione, la Vietnam Television Film Center (in passato "Vietnam Television Film Company" o "VFC"), che produce film per la TV miniserie e talk show.

### Copertura
I centri di trasmissione regionali di VTV si trovano a Ho Chi Minh City, Huế, Da Nang, Nha Trang e a Cần Thơ. Sono presenti trasmettitori relè nella maggior parte delle zone periferiche del Paese. Al 2003 oltre l'80% delle famiglie urbane possedeva un apparecchio televisivo. La percentuale era notevolmente inferiore nelle aree rurali, ma anche il più remoto bar di paese disponeva ormai di un televisore e un videoregistratore o un lettore di DVD.